# Башкирская Википедия
Башки́рская Википе́дия (баш. Башҡорт Википедияһы) — раздел Википедии на башкирском языке.
Раздел создан 2 июня 2002 года. Первая статья (версия статьи) Башҡортостан написана анонимным автором 16 апреля 2005 года, и этот день считается официальным днём рождения Башкирской Википедии. С августа 2011 года по февраль 2013 года активно использовался метод ботозаливок.

## История

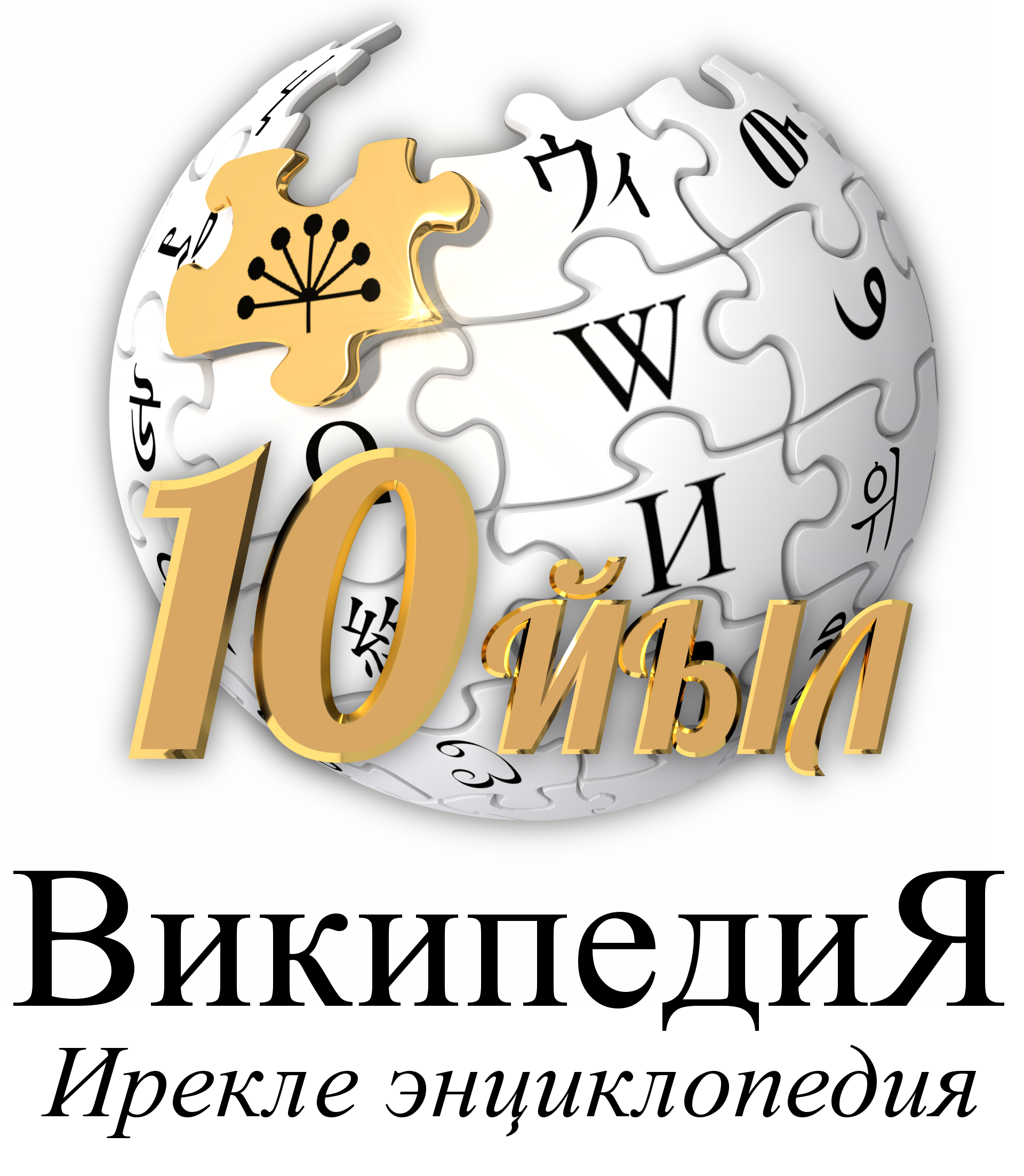
Праздничный логотип, приуроченный к 10-летию

Раздел Википедии на башкирском языке создан 2 июня 2002 года. Однако первая версия первой статьи Башҡортостан в основном пространстве была написана 16 апреля 2005 года (11 часов 39 минут по UTC) и этот день считается официальным днём рождения Башкирской Википедии. Первый автор неизвестен, статья написана с IP-адреса 61.248.143.2.

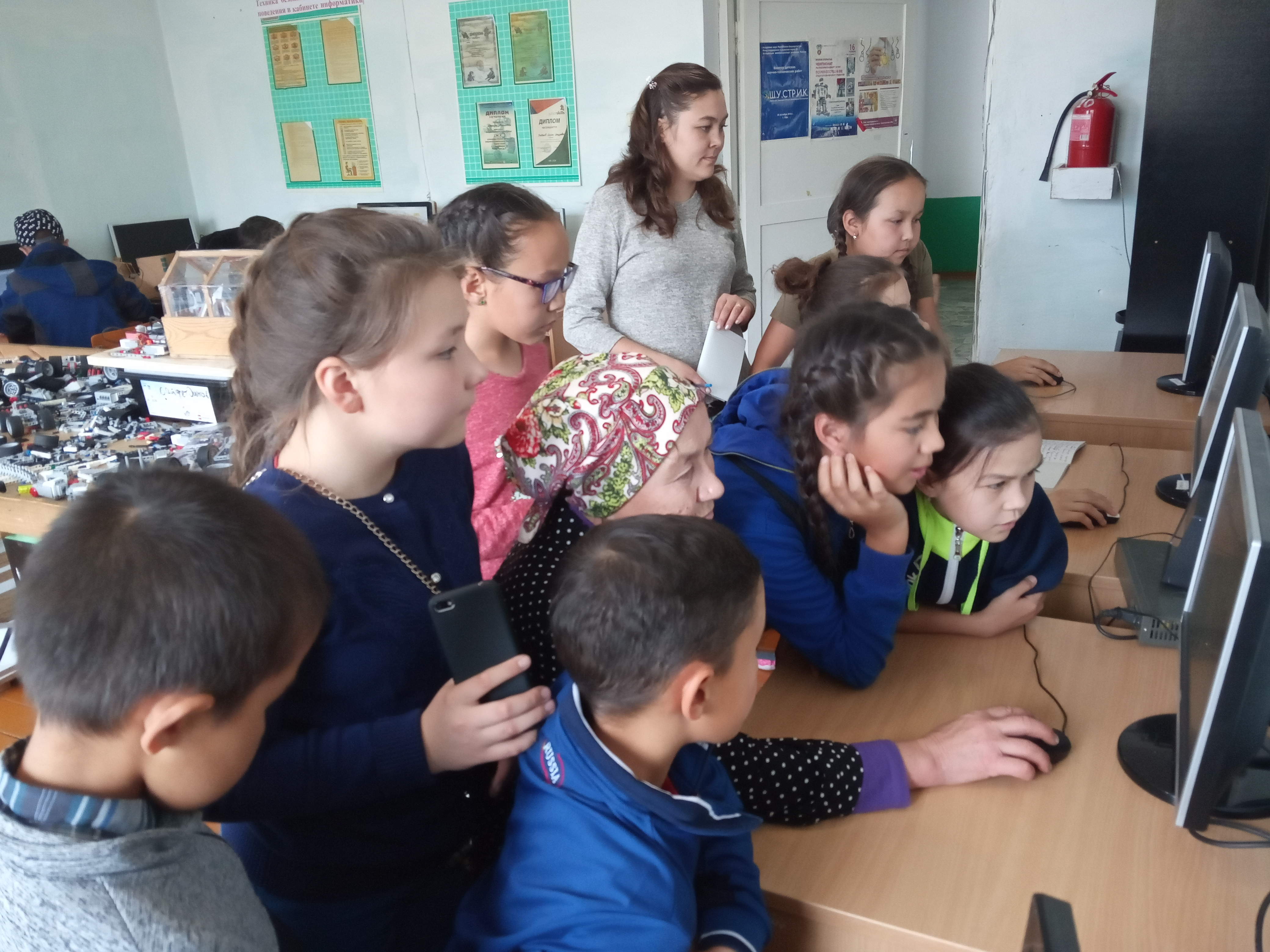
Ученики школы деревни Абдулмамбетово Бурзянского района Башкортостана смотрят Башкирскую Википедию

Первые пять лет существования проекта развитие шло медленными темпами. Вплоть до середины 2010 года практически отсутствовали активные редакторы с вкладом более 100 правок в месяц. Для создания первой тысячи статей ушло 5 лет 7 месяцев 17 дней. 1000-й рубеж раздел перешагивал дважды. Первый раз планка достигнута 3 декабря 2010 года путём создания пустых статей о днях декабря, которые впоследствии были удалены. Повторно отметка взята 7 декабря 2010 года, юбилейной признана статья о деревне Биҡҡол (Әбйәлил районы).
О юбилейной статье в башкирской Википедии мировой общественности сообщил администратор татарской Википедии Рашат Якупов через радиостанцию Azatliq Radiosi (Радио Свобода). Чуть ранее, в ноябрьском номере журнала Шоңҡар была опубликована, первая в башкироязычных СМИ, развернутая статья о Башкирской Википедии и её активных редакторах. Самое первое полноценное информационное сообщение о признании лучшей в башкирской Википедии статьи об уфимских эсперантистах было опубликовано на сайте Esperanto-Новости 16 ноября 2007 года.
В 2012 году башкирских волонтёров пригласили на международную конференцию тюркоязычных Википедий, которая состоялась в городе Алматы (Казахстан) 20—21 апреля. Участие в международном форуме трёх представителей (Саган, Азат Хәлилов, Рөстәм Нурыев) вызвал определённый интерес у общественности Республики Башкортостан к Башкирской Википедии: только в марте—мае 2012 года состоялись несколько круглых столов. ИА «Башинформ» предложил регулярно публиковать информационные сообщения о событиях из жизни раздела. В последующем, республиканские газеты, журналы, радио и телевидение начали освещать деятельность волонтёров. Традиционным стало и участие представителей Башкирской Википедии в различных научных конференциях, семинарах и круглых столах. Вместе с тем освещённость в СМИ не нашла отражение в ускоренном росте численности новых редакторов.
Согласно истории правок главной страницы проекта, а также первой созданной статьи Башкортостан первыми зарегистрированными редакторами башкирского раздела стали Yulay, Chavash, Aibulat и Mutagar. На момент десятилетия проекта насчитывалось около 12 тысяч зарегистрировавшихся участников, совершено около 487 тысяч правок. По состоянию на февраль месяц 2015 года 105 редакторов сделали более 10 правок с момента регистрации в основном пространстве, то есть непосредственно в содержании статей, в том числе 38 человек — более 100 правок. Редакторов, сделавших более одной тысячи правок за 10 лет, всего 11. В их числе Гузаль Ситдыкова — башкирская поэтесса, переводчица, общественный деятель, регулярно создаёт и редактирует статьи Башкирской Википедии, поддерживает башкирские проекты Инкубатора Викикитапхана (Викитека), Викиһүҙлек (Викисловарь), Викиөҙөмтә (Викицитатник). Активными редакторами, сделавшими наибольший вклад в содержание статей, являются Рөстәм Нурыев (16 тыс.), Саган (9,4 тыс.), Регин102 (8,9 тыс.), Азат Хәлилов (8,2 тыс.), Ayratayrat (6,1 тыс.).  Количество активных редакторов, включая ботов, сделавших хотя бы одну правку в течение месяца, в последние годы колеблется в пределах 50—70 участников. При этом только 5—7 редакторов совершают более 100 правок в месяц.
По состоянию на май 2015 года в Башкирской Википедии насчитывается пять администраторов, у двоих из которых имеются полномочия бюрократа — Саган (Зуфар Салихов) и Comp1089 (Вячеслав Чернев). Первым администратором был участник Untifler, курировавший одновременно татарскую и чувашскую Википедии. По его ходатайству первым башкироязычным администратором и бюрократом был назначен Рөстәм Нурыев 26 января 2006 года, впоследствии лишенный полномочий бюрократа за низкую активность в 2008—2010 годах.
Свод правил и указаний, вспомогательные, служебные, справочные страницы раздела на башкирском языке в полном объёме не сформированы, что вызывает определённые неудобства в работе волонтеров, особенно при привлечении новичков. Создание шаблонов, ведение служебных страниц, обсуждение возникающих проблем осуществляет, в основном, опытный бюрократ Саган, а также молодой администратор Регион102, который в течение последних двух лет регулярно обновляет главную страницу, отбирает кандидатов и проводит выборы на присвоение статуса избранных и хороших статей. Участник Ykt www обновляет категоризацию статей по тематическим разделам.
В июле 2010 года по инициативе бюрократа Comp1089 был избран первый состав Арбитражного комитета Башкирской Википедии сроком на 6 месяцев, всего было избрано 4 созыва и больше выборы не проводились. За все время не было рассмотрено ни одной конфликтной ситуации по причине их отсутствия в башкирском сообществе, кроме случая с блокировкой участника Ayratayrat единоличным решением администратора. Жалоба на действия администратора участником было подана глобальным администраторам, которые подтвердили обоснованность блокировки и рекомендовали впредь проводить обсуждение действий нарушителя в общем форуме сообщества, прежде чем блокировать кого-либо.
Перевод системных сообщений интерфейса MediaWiki, движка на башкирский язык осуществляются нерегулярно, новые изменения вовремя не актуализируются. В связи с этим часто можно увидеть русские надписи сообщений. Из более 24 тысяч системных сообщений всех родственных вики-проектов на башкирский язык переведено 30 %, преимущественно сообщения Википедии. При этом 3 % переводов устарели. Для полноценного запуска всех проектов необходимо перевести ещё 17 тысяч слов, словосочетаний, фраз. Первоначально большую часть перевода системных сообщений выполнили Assele, Haqmar, Саган. Из них только Саган продолжает волонтерство.
См. также Текущие события в Башкирской Википедии.

## Ботозаливки
В 2010—2011 годах башкирские волонтёры при поддержке коллег из других языковых разделов освоили метод ботозаливок и начали переводить заготовки из русского раздела Википедии. В период с августа по сентябрь 2011 года залито около 4,5 тысяч статьей-заготовок о всех сельских населённых пунктах Башкортостана. В последующем, используя данный метод, в башкирской Википедии были переведены из русского языка статьи-заготовки о муниципалитетах Германии, странах мира, реках России. В 2013 году по ряду причин, в том числе из-за резкого падения показателя глубины, принято решение на неопределённое время прекратить использование ботов для создания новых заготовок. К этому моменту общее количество статей в разделе превысило 30 000, более 60 % из которых составляли бото-стабы. Большинство из них о населённых пунктах и о реках.

## Мероприятия и участие в движении Викимедиа
В Уфе к 10-летию Башкирской Википедии провели Вики-сабантуй 25—26 апреля 2015 года.
Редактор Зуфар Салихов награждён за вики-деятельность медалью Всемирного курултая башкир.
В 2016 году в Башкирской Википедии начался супермарафон «Башкортостан 100» по созданию и улучшению статей о Башкортостане, приуроченный к 100-летию республики. Он состоит из пяти этапов и будет продолжаться до марта 2019 года.
В 2022 году за деятельность в Башкирской Википедии Рөстәм Нурыев был награждён высшей республиканской государственной наградой — орденом Салавата Юлаева (№748).

## Вики-бабушки
В 2015 году активная википедистка, общественный деятель Гузаль Ситдикова в своей группе «Башкирская женщина» в социальной сети «ВКонтакте»  призвала написать статьи для башкирской википедии. «Помогите Рустаму и Зуфару создать Башкирскую Википедию» буквально она написала. Тогда к проекту присоединились люди пенсионного возраста, имеющие свободное время..  Позже их стали называть Вики-бабушками.
Идея назвать группу Вики-бабушками зародилась по пути к семинару Вики-Урал, проходившего в Ижевске в 2016 году. Целью проекта являлось по примеру удмуртских «Бурановских бабушек», выступивших на Евровидении, продемонстрировать потенциал пожилых женщин в реализации себя на просторах интернета. 

Эмблема «Вики-бабушек»

В 2016 году возникла международная группа участниц Викимедиа викимедийцев пожилого возраста — Ви́ки-ба́бушки (англ. Wikigrannies). Целью юзер-группы является вовлечение людей пожилого возраста в Википроекты, на примере Башкирской Википедии.
В тот же год в Санкт-Петербурге во время международной конференции по просьбе представителей других языковых разделов более подробная информация о вики-бабушках предоставляется широкой аудитории. На украинской международной конференции Э. Мухамадеева ознакомила собравшихся с проектом.
В 2017 году в Берлине волонтёры под псевдонимами З. ӘЙЛЕ и Visem (волонтёр украинской Википедии), выступили с презентацией о вики-бабушках перед мировым сообществом Викимедиа. В этом же году крупная делегация Башкирской Википедии, в том числе шестеро вики-бабушек, приняла участие в московской вики-конференции, где во время специальной секции ознакомила присутствующих со своей деятельностью.
В 2018 году участников Викимании, проходившей в Кейптауне, приветствовали волонтёры языковых разделов на своих языках, в том числе и от имени башкирских вики-бабушек — Банат Валеева-Яубасарова.
В 2019 году в Стокгольме во время церемонии закрытия Викимании исполнительный директор Фонда Викимедиа Кэтрин Мар со сцены заявила: «Особенно мне нравится пример башкирских бабушек — группы женщин старшего возраста, преимущественно из сельских районов, живущих в регионе России под названием Башкортостан — они переводят статьи с русского на башкирский (с помощью инструмента ContentTranslation) с 2016 года, и сегодня башкирский раздел входит в ведущую двадцатку по опубликованным (таким образом) переводам. Так что, давайте бабушек отметим!».
28—29 сентября 2019 года в Москве прошла международная конференция, в которой приняла участие Рашида Гизатуллина с рассказом о работе бурзянского вики-клуба, о сотрудничестве с муниципальными властями района, о создании в абдульмамбетовской общеобразовательной школе вики-клуба школьников. 11—13 октября в Белграде прошла СЕЕ-конференция, в ходе которой политик Гузаль Ситдыкова ознакомила собравшихся с работой вики-бабушек, способами привлечения волонтёров через социальные сети.
Вики-бабушки активно участвуют в статейных конкурсах, переводя и создавая статьи на башкирском и татарском языках. В результате активности башкирских википедистов, в числе которых вики-бабушки, в 2022 году башкирский язык включили в многоязычную модель машинного перевода NLLB-200 компании Meta Platforms из 200 наиболее распространённых мировых языков, при подсчёте учитывали объёмы Википедий на соответствующих языках.
В английской википедии существует статья о вики-бабушках — «Wikigrannies». Подобные статьи есть ещё в 9 других языковых разделах Википедии. В русской википедии отдельная статья о вики-бабушках была удалена.

### Участницы
Самой опытной участницей с наибольшем стажем в группе является Гузаль Ситдыкова. За ней идёт долгие годы проработавшая в системе средств массовой информации переводчик Акбутина Альфия. Самый пожилой волонтёр — Банат Валеева-Яубасарова. В 2018 году ей исполнилось 70 лет. Википедистки Бурзянского района — Кунсылыу Кутлубаева, Рашида Гизатуллина, Луиза Юлдашева, Тансылу Кувандыкова — первыми и среди взрослых, и среди детей создали вики-клубы. Из города Белорецка — учитель башкирского языка и литературы, «Учитель года башкирского языка и литературы — 2019», лауреат республиканского конкурса Сария Кагарманова, из города Ишимбая — Хаят Юсупова, из Уфимского района — Минсулу Абдуллина, из города Стерлитамака — освещающая темы башкирского войска и театра Гульшат Сулейманова.
В 2020-х годах «вики-бабушки» также появились в Алтайской Википедии, открытой 23 февраля 2021 года. При подготовке открытия раздела был учтён башкирский опыт, в связи с чем на самом старте раздела была получена помощь носительниц алтайского языка старшего возраста. В частности, они довели до «статуса избранной» статьи «Склодовская-Кюри, Мария» и «Ай» («Луна»).
Викимедийцы Башкортостана образовали одноимённую «юзер-группу» в Фонде Викимедиа. Они принимают участие в разных качествах во множественных международных мероприятиях: 10-я юбилейная международная Вики-конференция в Санкт-Петербурге, конференция в честь 10-летия Удмуртской Википедии в Ижевске и других.
В 2019 году проект Башкирской Википедии «Вики-бабушки» стал лауреатом номинации «Лучший социальный проект» III Всероссийской премии за сохранение языкового многообразия «Ключевое слово» Федерального агентства по делам национальностей.

### Награды
- Проект «Вики-бабушки» — победитель в номинации «Лучшая социальная инициатива» (автор проекта — З. ӘЙЛЕ) Третьего Всероссийского конкурса «Ключевое слово», организованной Федеральным агентством по делам национальностей и газетой «Комсомольская правда» (25 октябрь 2019)[20][21].
- В конкурсе «Щедрая история», организованном Благотворительным фондом развития филантропии (БФ «КАФ») в рамках проекта «#ЩедрыйВторник-2019 в России», история Вики-бабушек стала победителем[22][23].
- В феврале 2021 года волонтёры Башкирской Википедии, отмечавшей 15-летие создания, получили почётные грамоты и благодарности от Главы Республики Башкортостан и Правительства региона, медалью «Ал да сәс нур халҡыңа» Всемирного Курултая башкир и благодарность Фонда по сохранению и развитию башкирского языка. Председатель Президиума Всемирного курултая башкир Эльвира Аиткулова в своей речи отметила вклад вики-сообщества в развитие башкирского языка, добавив, что «важно привлечь именно это поколение к вики-движению, <…> Нам нужны не только вики-бабушки, но и вики-дети и вики-подростки»[24].

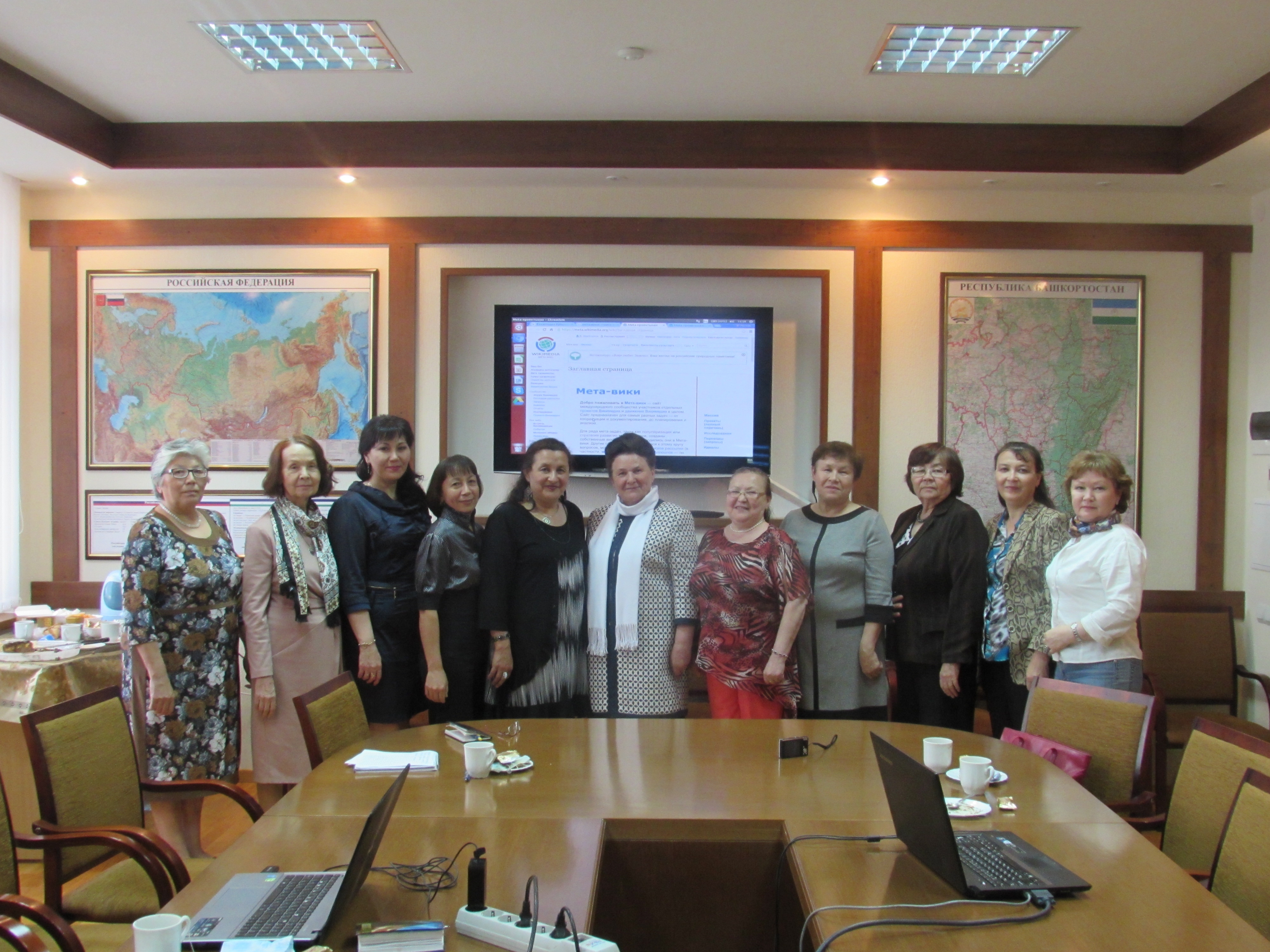
Вики-встреча
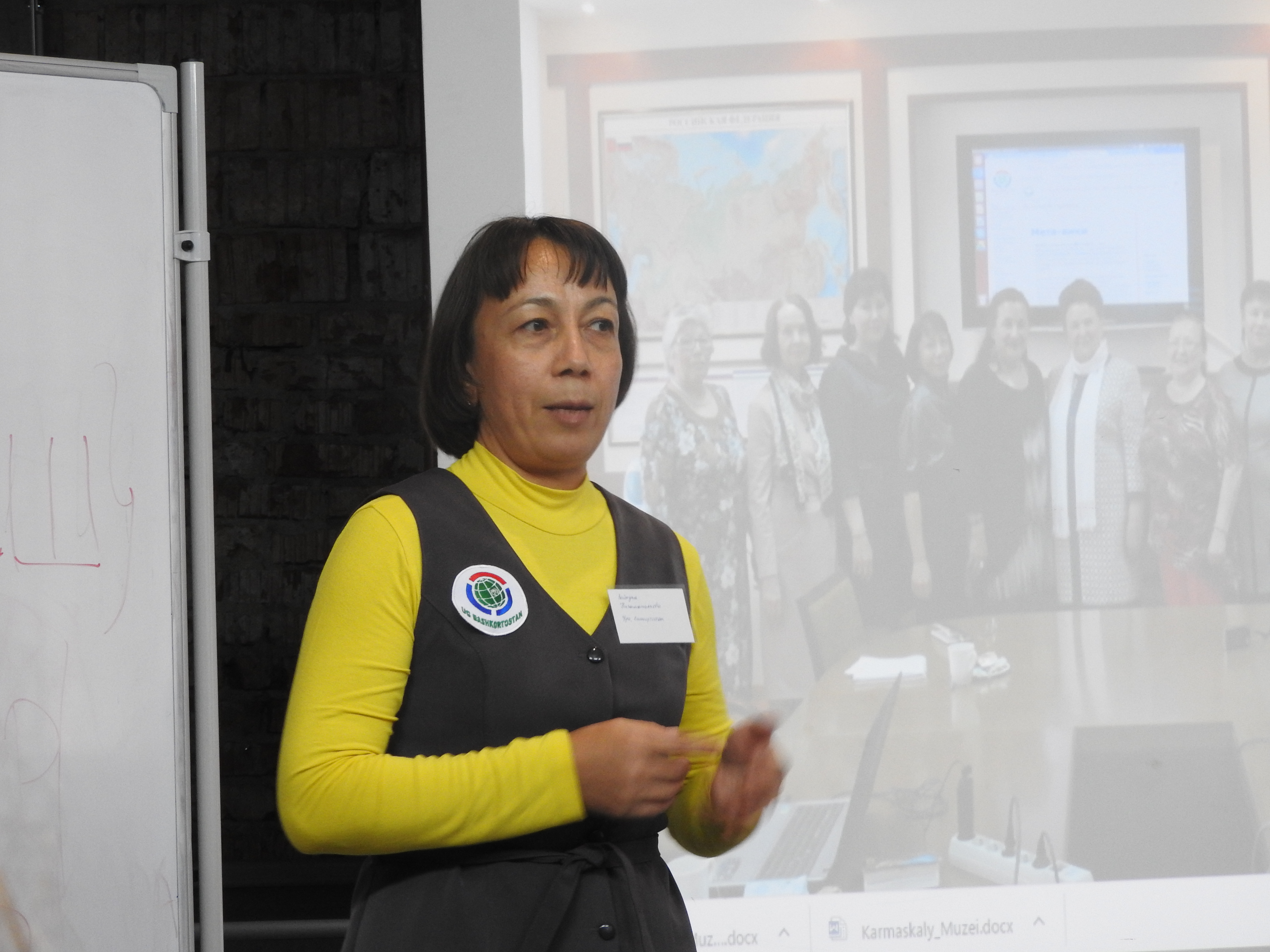
Первая презентация проекта «Вики-бабушки» в Ижевске на семинаре Вики-Урал
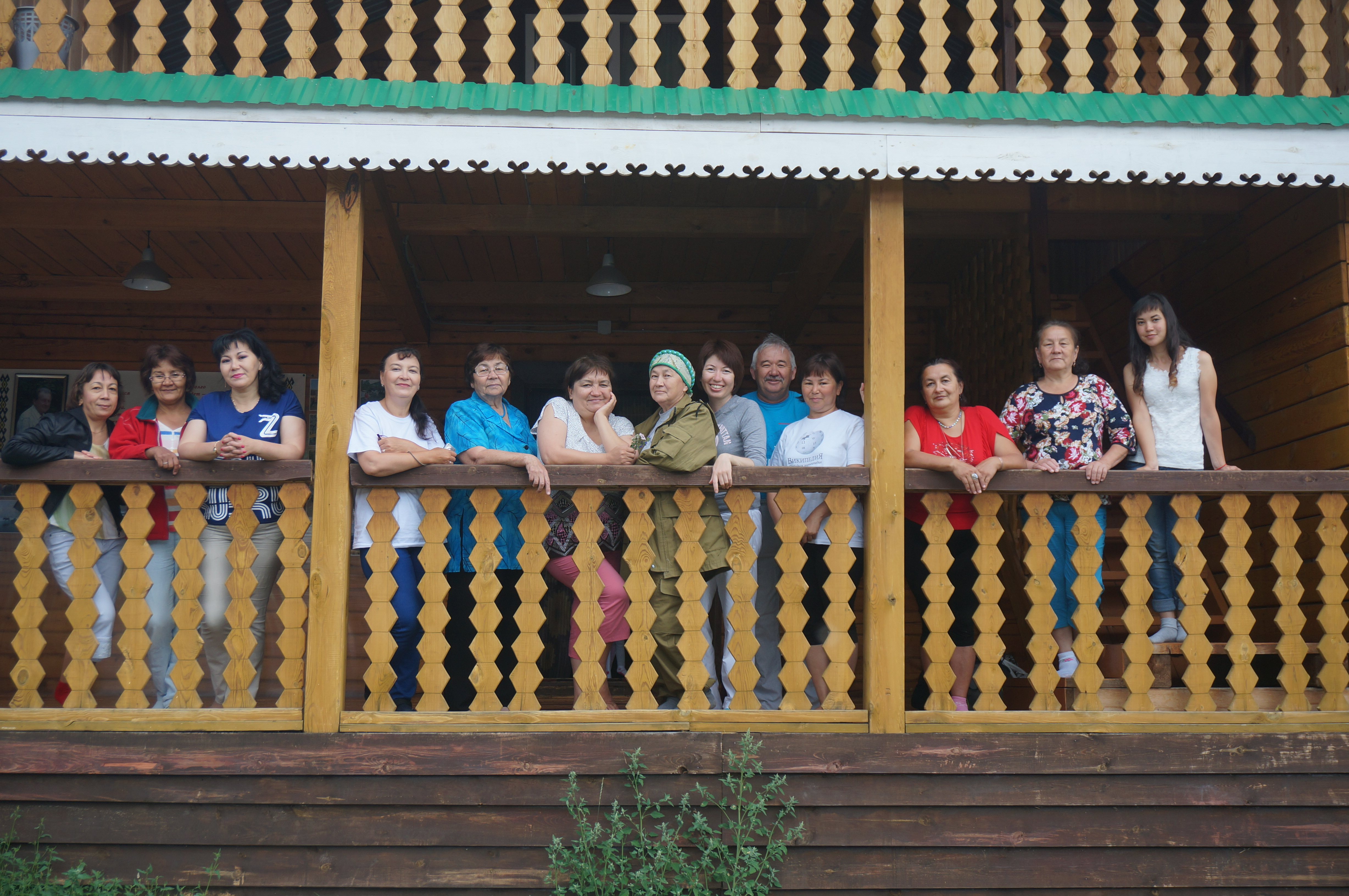
Вики-яйляу
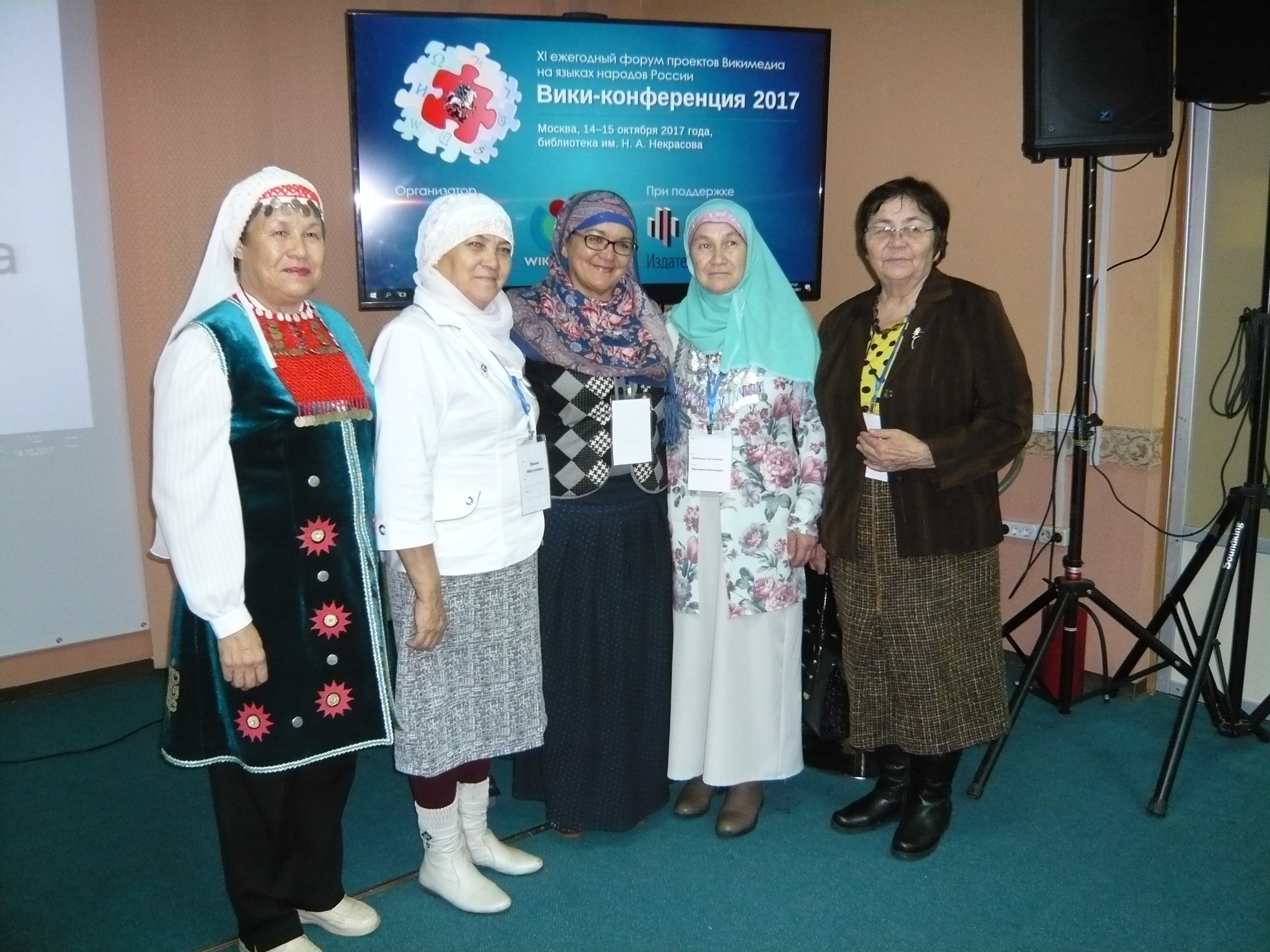
Вики-бабушки на московской вики-конференции
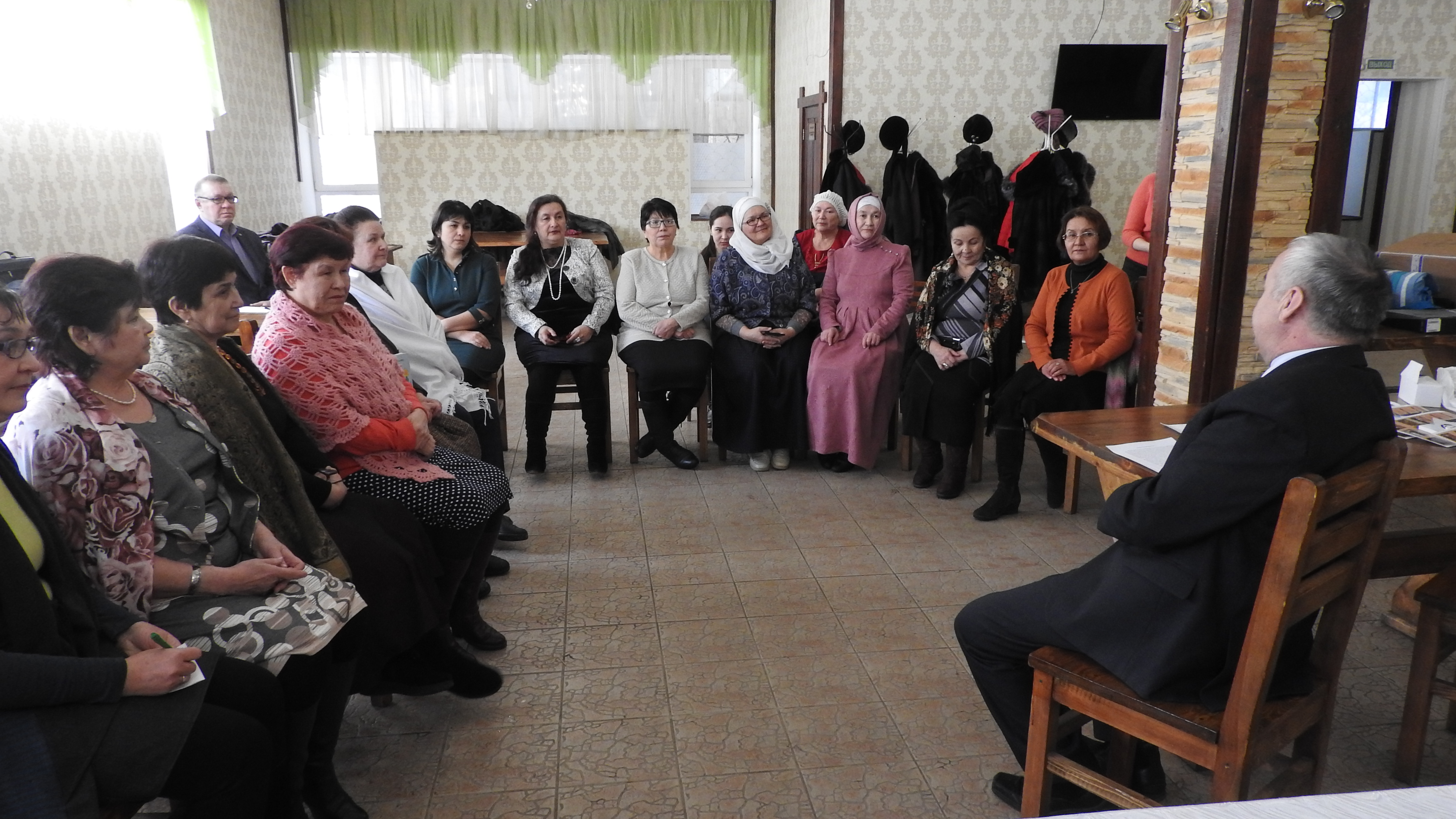
Вики-семинар в Уфе
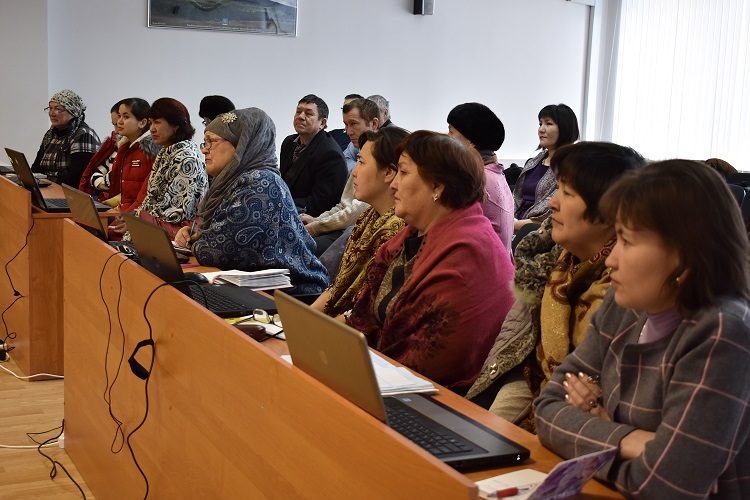
Вики-семинар в Бурзянском районе
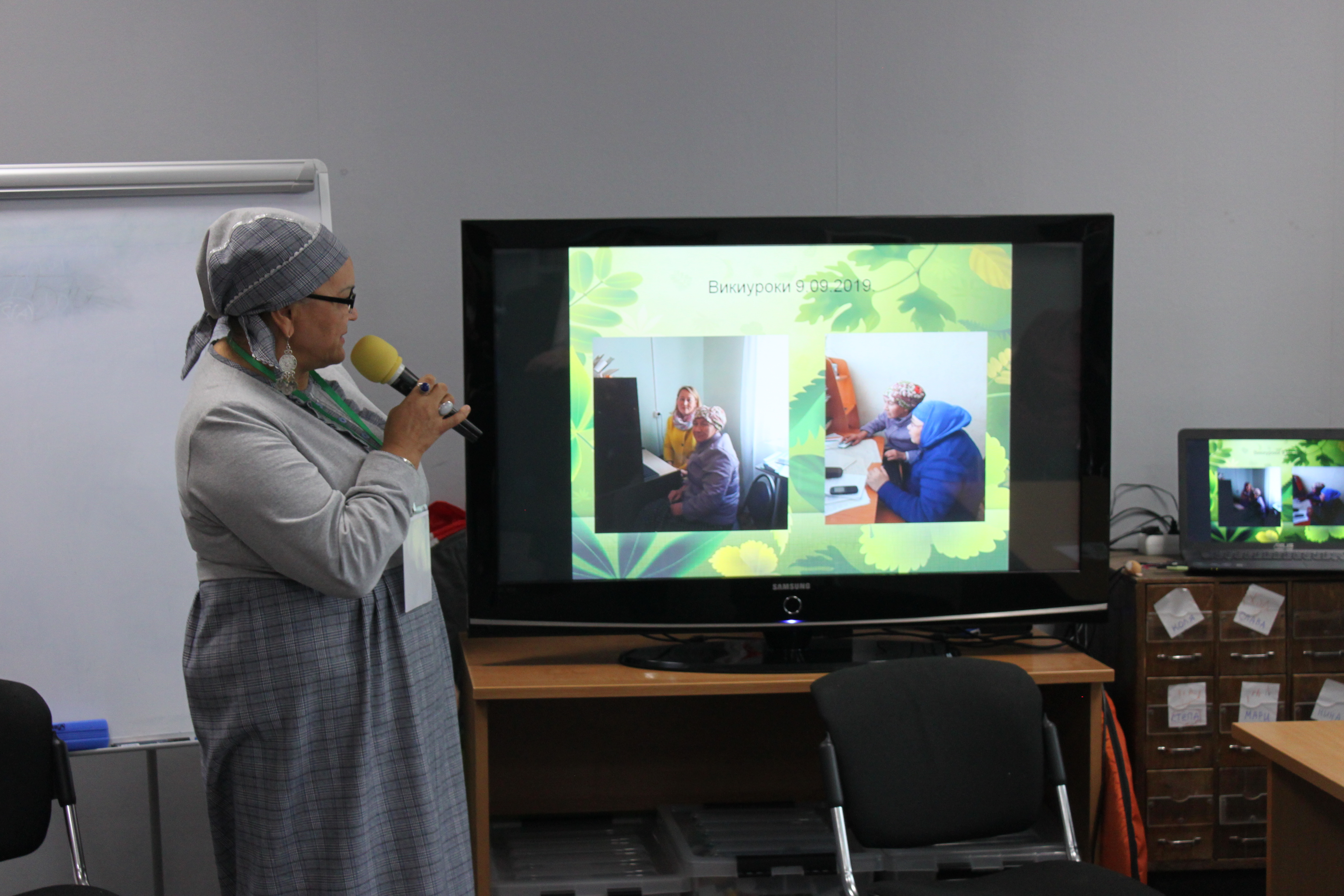
Вики-конференция. Москва. 2019
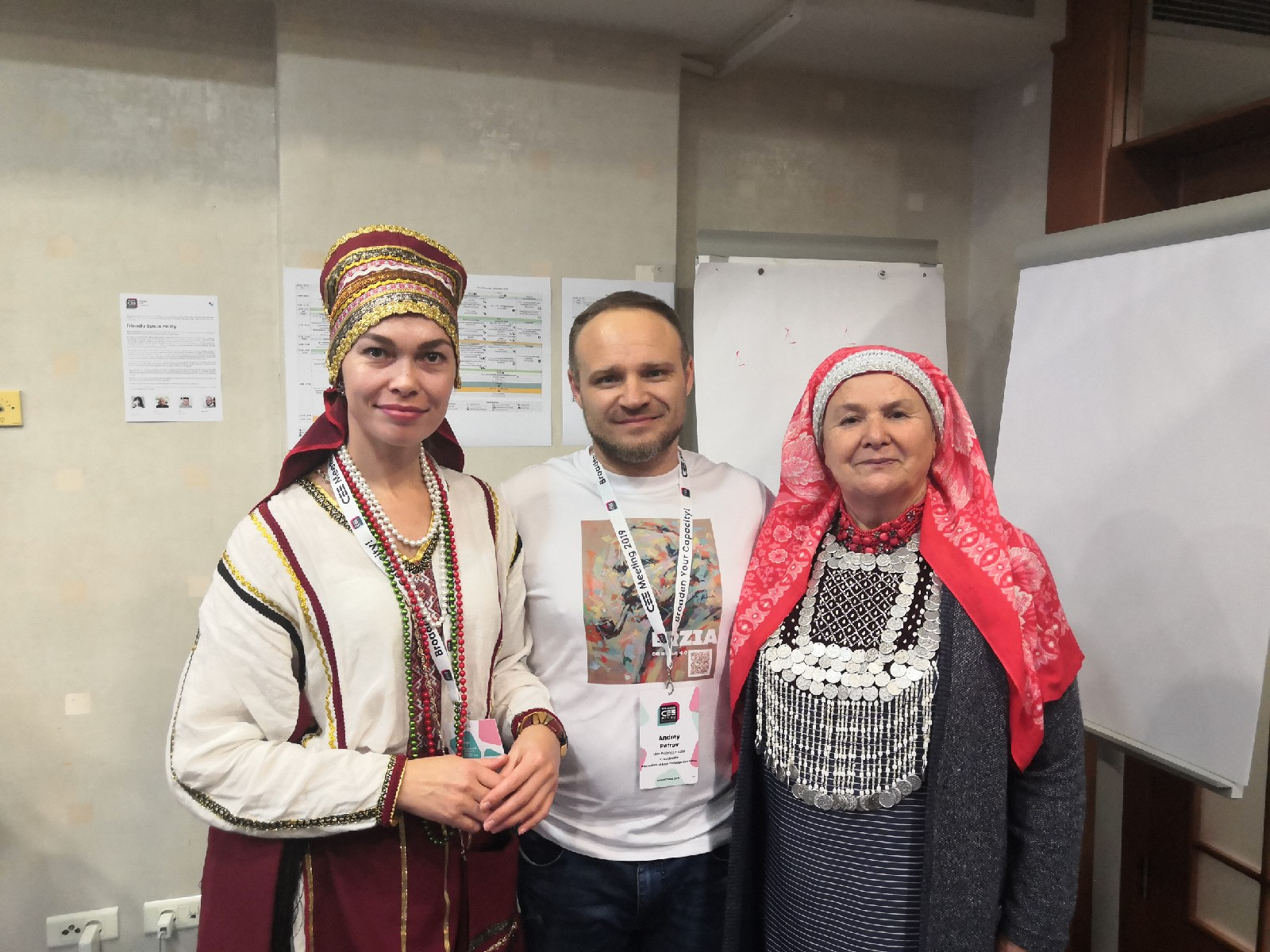
Белград. Викимедиа-2019. Эрзянка и башкирка.
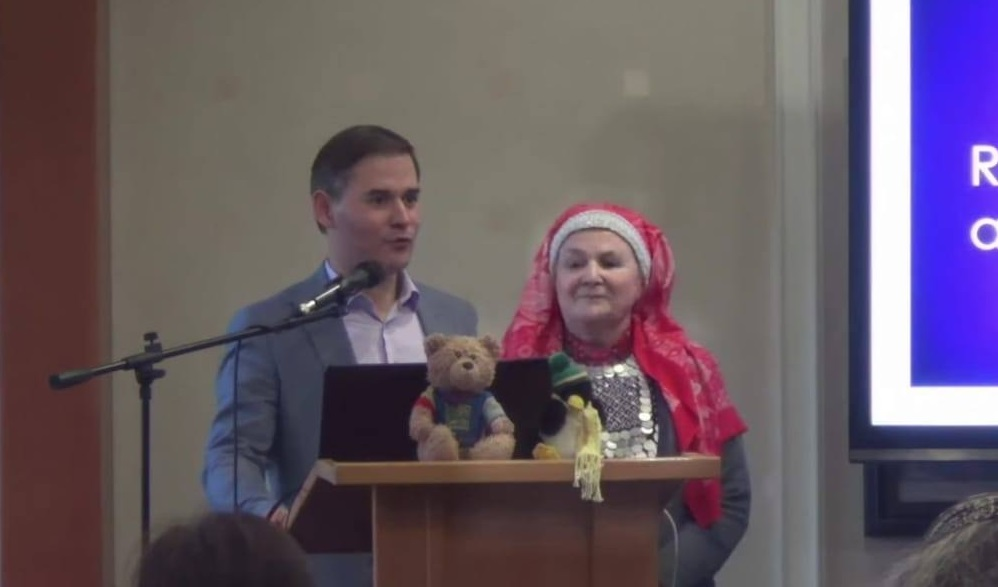
Выступление Гузель и Ильдуса Ситдыковых в Белграде

## Статистика

### Текущая статистика
| Достижения проекта «1000» | Дата            | Развитие |
| ------------------------- | --------------- | -------- |
| 1-е место                 | 6 апреля 2015   | +1.10    |
| 1-е место                 | 5 апреля 2016   | +1.67    |
| 1-е место                 | 5 января 2016   | +1.81    |
| 1-е место                 | 6 декабря 2014  | +1.04    |
| 1-е место                 | 5 марта 2016    | +1.03    |
| 1-е место                 | 5 февраля 2017  | +0.53    |
| 1-е место                 | 6 июля 2018     | +0.90    |
| 2-е место                 | 6 февраля 2016  | +1.19    |
| 2-е место                 | 6 мая 2016      | +0.75    |
| 3-е место                 | 5 февраля 2013  | +1.41    |
| 3-е место                 | 8 марта 2015    | +1.30    |
| 3-е место                 | 6 декабря 2015  | +1.06    |
| 3-е место                 | 5 сентября 2017 | +0.92    |
| 3-е место                 | 6 сентября 2016 | +0.65    |
| 3-е место                 | 7 декабря 2016  | +0.58    |
| 3-е место                 | 6 января 2018   | +0.52    |
| Знак Почёта               | 6 марта 2018    | +1.03    |

По состоянию на 16 июля 2025 года башкирский раздел Википедии содержит 63 889 статей. Зарегистрировано 44 677 участников, из них 60 совершили какое-либо действие за последние 30 дней, 4 участника имеют статус администратора. Общее число правок составляет 1 284 336.
Занимает 95 место по количеству статей среди всех разделов. По количеству статей, которые должны быть в каждом разделе Википедии, на 15 мая 2023 года Башкирский раздел занимал 17 место.

### Хроника развития
- 26 апреля 2006 года — 100 статей
- 25 января 2008 года — 250 статей.
- 2 декабря 2009 года — 500 статей.

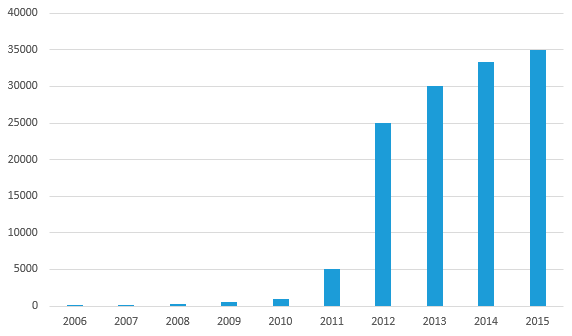
Количество статей в башкирском разделе Википедии

- 7 декабря 2010 года — 1000 статей.
- 31 августа 2011 года — 2000 статей.
- 1 сентября 2011 года — 3000 статей.
- 10 сентября 2011 года — 5000 статей.
- 20 января 2012 года — 15 000 статей.
- 31 октября 2012 года — 20 000 статей.
- 20 декабря 2012 года — 25 000 статей.
- 12 февраля 2013 года — 30 000 статей.
- 20 декабря 2014 года — 33 333 статей.
- 21 августа 2015 года — 35 000 статей.
- 5 октября 2017 года — 40 000 статей[4].
- 31 октября 2018 года — 45 000 статей
- 31 октября 2019 года — 50 000 статей
- 7 декабря 2020 года — 55 000 статей – Университеттың өс миссияһы
- 15 мая 2023 года — показатель качества «глубина» составляет 22,99.

### Хронология
На 1 января 2012 года было 6102 статей, с 19 по 21 января были сделаны ботозаливки (более 9300 статей). 20 января Башкирская Википедия преодолела отметки в 10 000 и 15 000 статей.
11 июля 2012 года Башкирская Википедия поддержала протест Русской Википедии против Законопроекта № 89417-6, который предполагал введение цензуры в Рунете, разместив баннер на главной странице.
31 октября 2012 года Башкирская Википедия преодолела отметку в 20 000 статей.
20 декабря 2012 раздел преодолел отметку в 25 000 статей. Юбилейной стала статья о башкирской лошади.
4 мая 2015 года преодолён рубеж в 500 000 правок.
6 мая 2015 года введён аналог добротных статей в Русской Википедии.
10 января 2018 года — Башкирская Википедия по количеству статей обошла исландскую, отодвинув её на девяносто первое место.
2 апреля 2019 года — Башкирская Википедия по количеству статей обошла пенджабскую, отодвинув её на девяностое место.
17 ноября 2019 года — Пенджабская Википедия по количеству статей обошла Башкирскую, отодвинув её на девяносто третье место.

## Скриншоты главной страницы

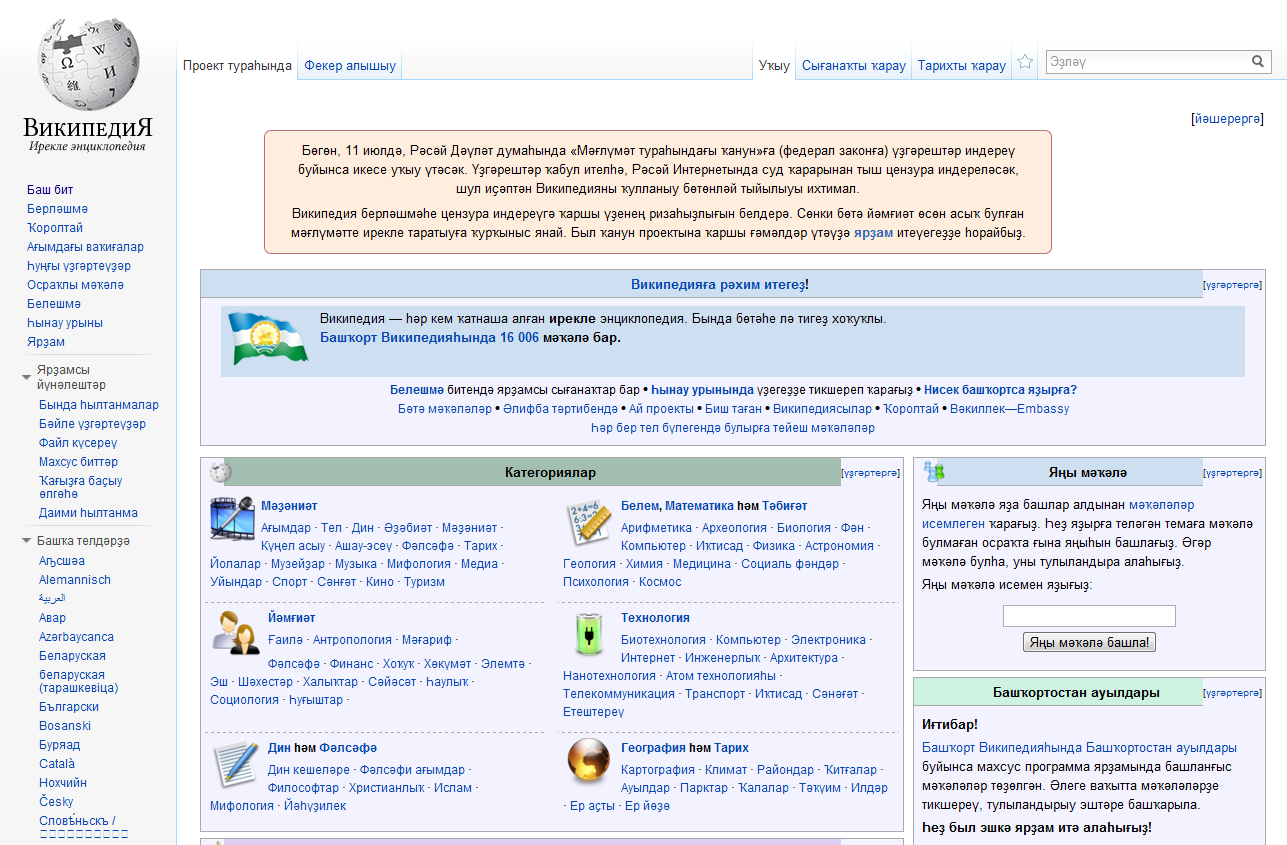
Скриншот 2012 года с баннером в поддержку протеста
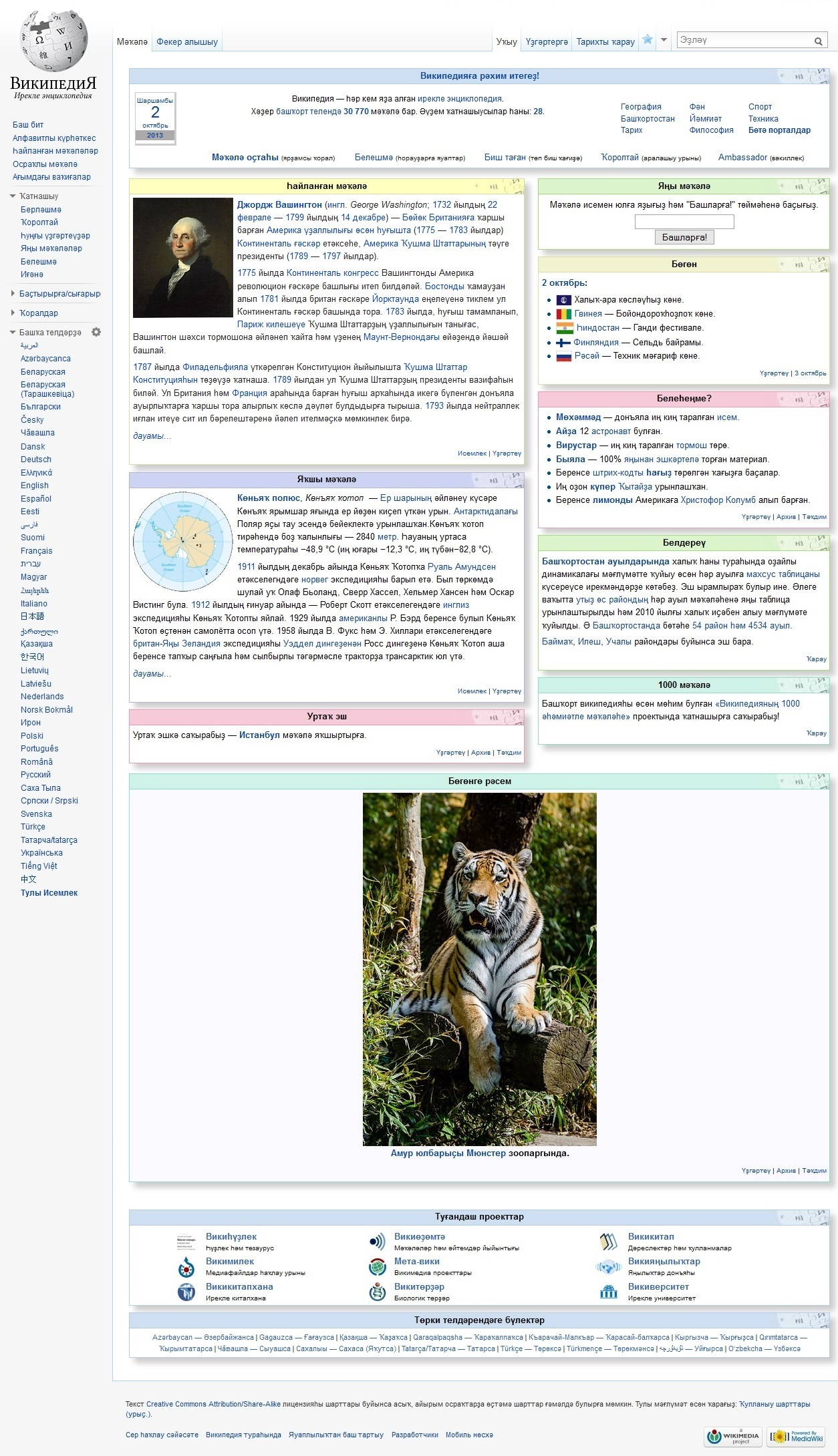
Октябрь 2013
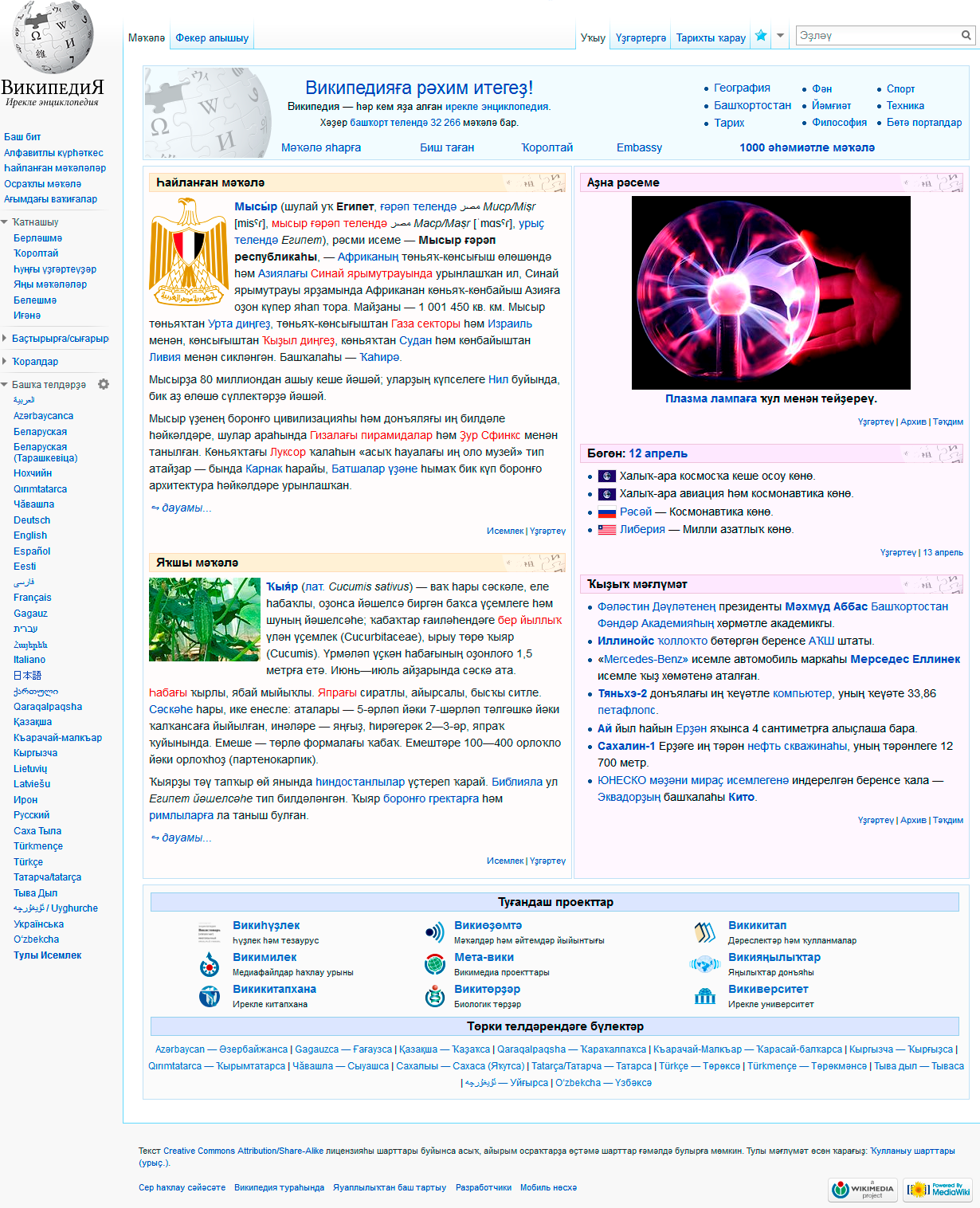
Апрель 2014
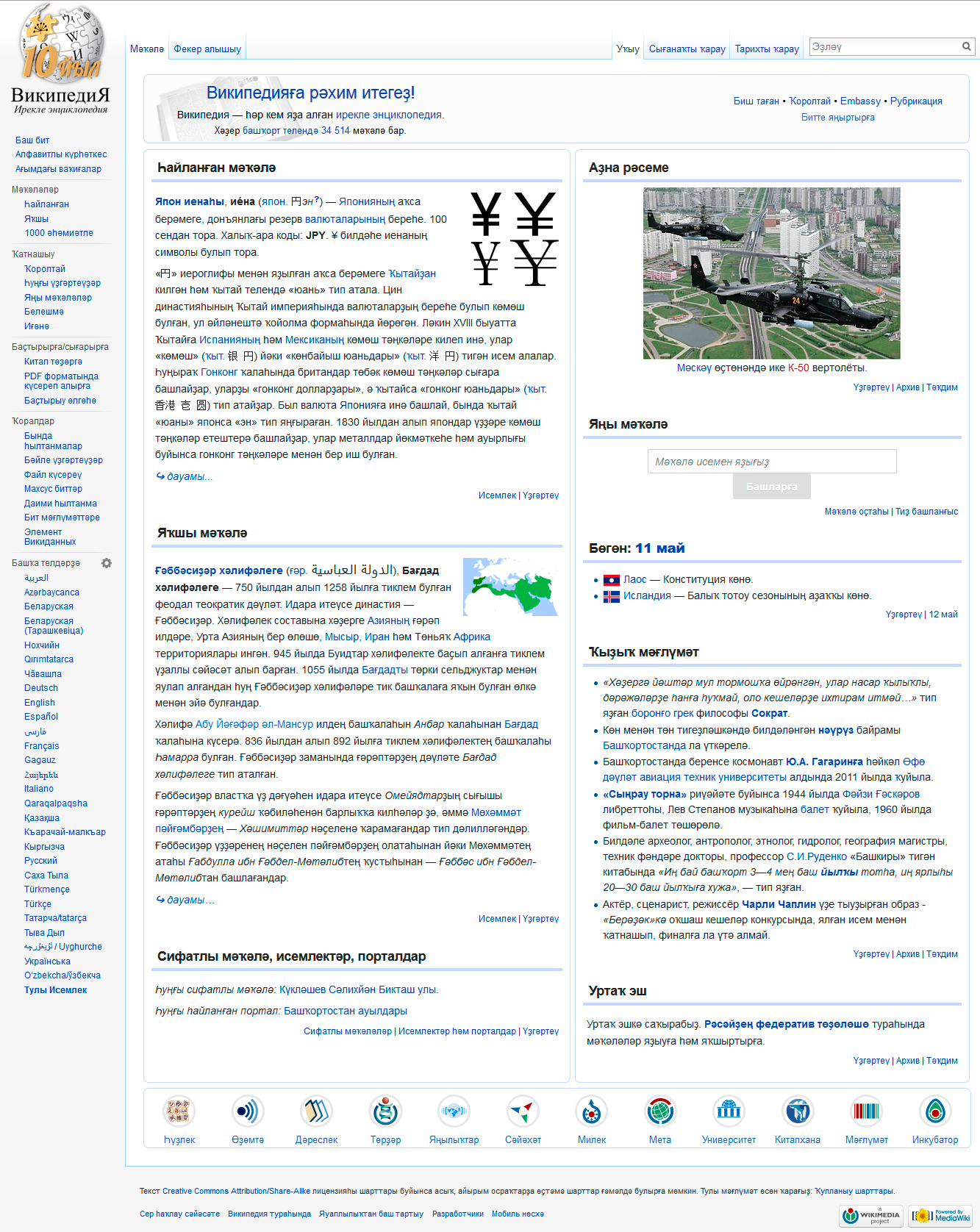
Май 2015 с логотипом в честь 10-летия